# Crathoplus squamiferus
Crathoplus squamiferus är en skalbaggsart som beskrevs av Blanchard 1851. Crathoplus squamiferus ingår i släktet Crathoplus och familjen Rutelidae. Inga underarter finns listade i Catalogue of Life.